# Hans Reichenbach
Hans Reichenbach (Hamburgo, 26 de setembro de 1891 — Los Angeles, 9 de abril de 1953) foi um filósofo da ciência alemão.

## Publicações selecionadas
- 1916. Der Begriff der Wahrscheinlichkeit für die mathematische Darstellung der Wirklichkeit. Ph.D. dissertation, Erlangen.
- 1920. Relativitätstheorie und Erkenntnis apriori. English translation: 1965. The theory of relativity and a priori knowledge. University of California Press.
- 1922. "Der gegenwärtige Stand der Relativitätsdiskussion."  English translation: "The present state of the discussion on relativity" in Reichenbach (1959).
- 1924. Axiomatik der relativistischen Raum-Zeit-Lehre. English translation: 1969. Axiomatization of the theory of relativity. University of California Press.
- 1924. "Die Bewegungslehre bei Newton, Leibniz und Huyghens." English translation: "The theory of motion according to Newton, Leibniz, and Huyghens" in Reichenbach (1959).
- 1927. Von Kopernikus bis Einstein. Der Wandel unseres Weltbildes. English translation: 1942, From Copernicus to Einstein. Alliance Book Co.
- 1928. Philosophie der Raum-Zeit-Lehre. English translation: Maria Reichenbach, 1957, The Philosophy of Space and Time. Dover. ISBN 0-486-60443-8
- 1930. Atom und Kosmos. Das physikalische Weltbild der Gegenwart. English translation: 1932, Atom and cosmos: the world of modern physics. G. Allen & Unwin, ltd.
- 1931. "Ziele und Wege der heutigen Naturphilosophie." English translation: "Aims and methods of modern philosophy of nature" in Reichenbach (1959).
- 1935. Wahrscheinlichkeitslehre : eine Untersuchung über die logischen und mathematischen Grundlagen der Wahrscheinlichkeitsrechnung. English translation: 1948, The theory of probability, an inquiry into the logical and mathematical foundations of the calculus of probability. University of California Press.
- 1938. Experience and prediction: an analysis of the foundations and the structure of knowledge. University of Chicago Press.
- 1942. From Copernicus to Einstein Dover 1980: ISBN 0-486-23940-3
- 1944. Philosophic Foundations of Quantum Mechanics. University of California Press. Dover 1998: ISBN 0-486-40459-5
- 1947. Elements of Symbolic Logic. Macmillan Co. Dover 1980: ISBN 0-486-24004-5
- 1948. "Philosophy and physics" in Faculty research lectures, 1946.  University of California Press.
- 1949. "The philosophical significance of the theory of relativity" in Schilpp, P. A., ed., Albert Einstein: philosopher-scientist. Evanston : The Library of Living Philosophers.
- 1951. The Rise of Scientific Philosophy. University of California Press. ISBN 978-0-520-01055-0
- 1954. Nomological statements and admissible operations. North Holland.
- 1956. The Direction of Time. University of California Press. Dover 1971: ISBN 0-486-40926-0
- 1959. Modern philosophy of science: Selected essays by Hans Reichenbach. Routledge & Kegan Paul. Greenwood Press 1981: ISBN 0-313-23274-1
- 1978. Selected writings, 1909-1953: with a selection of biographical and autobiographical sketches (Vienna circle collection). Dordrecht: Reidel. Springer paperback vol 1: ISBN 90-277-0292-6
- 1979. Hans Reichenbach, logical empiricist (Synthese library). Dordrecht : Reidel.
- 1991. Erkenntnis Orientated: A Centennial volume for Rudolf Carnap and Hans Reichenbach. Kluwer. Springer 2003: ISBN 0-7923-1408-5
- 1991. Logic, language, and the structure of scientific theories : proceedings of the Carnap-Reichenbach centennial, University of Konstanz, 21–24 May 1991. University of Pittsburgh Press.